# リムリックFC
リムリックFC（英語: Limerick Football Club）は、アイルランドのリムリックをホームタウンとしていたサッカークラブ。

## 歴史
リムリックFCは1937年に創設された。クラブカラーはリムリックを本拠地とするラグビーユニオンクラブのヤング・マンスターの影響で「琥珀色と黒」が提案されたが、最終的にカーディナルレッドが選ばれた。リーグから撤退したドルフィンFCの代わりに1937-38シーズンからリーグ・オブ・アイルランドに加盟した。
1937年8月22日、ダリーマウント・パークで行われたシティカップ1回戦でシニアデビューを飾り、シャムロック・ローヴァーズに1-0で勝利した。1937-38シーズンのリーグ戦は12チーム中10位に終わったが、マンスター・シニアカップでコーク・ユナイテッドに1-0で勝利し、優勝した。1941年、ウォーターフォードがリーグから撤退すると、リムリックはジャージを白と赤のストライプからウォーターフォードの青に変更した。
1953年11月1日、オリエル・パークで開催されたリーグ・オブ・アイルランドシールド決勝でダンドークに3-2で勝利し、クラブ初の全国タイトルを獲得した。1959-60シーズンは選手兼任のユアン・フェントン監督の下、リーグ・オブ・アイルランド初優勝を果たした。クラブ初の欧州カップ戦となったUEFAチャンピオンズカップ 1960-61はヤングボーイズと対戦した。
1970-71シーズンはFAIカップ決勝でドロヘダに3-0で勝利し、初優勝した。1975-76シーズンはリーグ・オブ・アイルランドカップ決勝でスライゴ・ローヴァーズに勝利し、初優勝した。1975年10月16日に開催された第1戦（4-0で勝利）では少なくとも100人のスライゴ・ローヴァーズのサポーター（フーリガン）が暴動を起こし、リムリックから4人、スライゴから3人の若者が逮捕された。1980年4月20日、リーグ・オブ・アイルランドで2回目の優勝を果たした。
1981-82シーズンはFAIカップ決勝でボヘミアンに1-0で勝利し、2回目の優勝を果たした。リムリックで22年間プレーし、この試合が引退試合となったケヴィン・フィッツパトリックが決勝ゴールを決めた。1983-84シーズンにはシニアチームの所有権をめぐる法廷闘争があり、リムリックのサッカーは8週間停止した。当時リムリック・ユナイテッドの名前で知られていたチームを引き継いだパット・グレース会長はリムリック・シティに改称したが、マイケル・ウェブが率いるグループはチーム名の存続およびマーケッツ・フィールドをホームスタジアムとして使用し続けることを求めた。裁判の結果、リムリック・シティへの改称およびシーズン終了まではマーケッツ・フィールドを使用することが決定した。1989年9月にパット・グレース会長が退任し、1992年にチーム名はリムリックFC、クラブカラーも青に戻った。
1992-93シーズンはリーグ・オブ・アイルランドカップ決勝でSt.パトリックス・アスレティックに勝利し、2回目の優勝を果たした。しかし、次の1993-94シーズンにファーストディビジョンへ降格し、そこで長い期間を過ごすことになった。
2001-02シーズンはリーグ・オブ・アイルランドカップで3回目の優勝を果たした。2006-07シーズンに欧州サッカー連盟による新しいルールが導入されたことにより、リムリックは2007シーズンのライセンスを取得できなかった。シニアサッカーを継続するために新しい委員会が設立され、リムリック37のチーム名でライセンスを取得した。名前はリムリックがシニアサッカーに参入した1937年に由来する。2008シーズンを5位で終えた後、リムリックFCに改称した。

## タイトル
- リーグ・オブ・アイルランド：2回
  - 1959-60, 1979-80
- リーグ・オブ・アイルランド・ファーストディビジョン：3回
  - 1991-92, 2012, 2016
- FAIカップ：2回
  - 1971, 1982
- リーグ・オブ・アイルランドカップ：3回
  - 1976, 1993, 2002
- リーグ・オブ・アイルランドシールド：1回
  - 1953-54

## 過去の成績
| シーズン | ディビジョン           | 順位 | 試 | 勝 | 分 | 敗 | 得 | 失 | 差  | 点 | FAIカップ    | リーグカップ |
| -------- | ---------------------- | ---- | -- | -- | -- | -- | -- | -- | --- | -- | ------------ | ------------ |
| 1993-94  | プレミアディビジョン   | 11位 | 32 | 6  | 11 | 15 | 23 | 50 | -27 | 29 |              |              |
| 1994-95  | ファーストディビジョン | 04位 | 27 | 11 | 10 | 6  | 30 | 22 | +8  | 43 |              |              |
| 1995-96  | ファーストディビジョン | 06位 | 27 | 10 | 6  | 11 | 36 | 34 | +2  | 36 |              |              |
| 1996-97  | ファーストディビジョン | 10位 | 27 | 4  | 8  | 15 | 23 | 55 | -32 | 20 |              |              |
| 1997-98  | ファーストディビジョン | 03位 | 27 | 14 | 8  | 5  | 41 | 25 | +16 | 50 |              |              |
| 1998-99  | ファーストディビジョン | 06位 | 36 | 13 | 13 | 10 | 39 | 35 | +4  | 52 |              |              |
| 1999-00  | ファーストディビジョン | 10位 | 36 | 6  | 11 | 19 | 35 | 58 | -23 | 29 |              |              |
| 2000-01  | ファーストディビジョン | 06位 | 36 | 13 | 11 | 12 | 40 | 39 | +1  | 50 |              |              |
| 2001-02  | ファーストディビジョン | 09位 | 32 | 8  | 7  | 17 | 32 | 54 | -22 | 31 |              | 優勝         |
| 2002-03  | ファーストディビジョン | 10位 | 22 | 6  | 5  | 11 | 26 | 36 | -10 | 23 |              |              |
| 2003     | ファーストディビジョン | 04位 | 33 | 16 | 9  | 8  | 55 | 38 | +17 | 57 |              |              |
| 2004     | ファーストディビジョン | 12位 | 33 | 4  | 8  | 21 | 18 | 55 | -37 | 20 | 2回戦敗退    | 準決勝敗退   |
| 2005     | ファーストディビジョン | 07位 | 36 | 13 | 9  | 14 | 44 | 49 | -5  | 48 | 2回戦敗退    | 1回戦敗退    |
| 2006     | ファーストディビジョン | 05位 | 36 | 14 | 5  | 17 | 38 | 48 | -10 | 47 | 3回戦敗退    | 準決勝敗退   |
| 2007     | ファーストディビジョン | 04位 | 36 | 14 | 11 | 11 | 46 | 41 | +5  | 53 | 準々決勝敗退 | 1回戦敗退    |
| 2008     | ファーストディビジョン | 05位 | 36 | 15 | 7  | 14 | 49 | 45 | +4  | 52 | 3回戦敗退    | 2回戦敗退    |
| 2009     | ファーストディビジョン | 07位 | 33 | 12 | 8  | 13 | 50 | 43 | +7  | 44 | 3回戦敗退    | 1回戦敗退    |
| 2010     | ファーストディビジョン | 05位 | 33 | 17 | 6  | 10 | 55 | 35 | +20 | 57 | 4回戦敗退    | 準々決勝敗退 |
| 2011     | ファーストディビジョン | 04位 | 30 | 20 | 6  | 4  | 49 | 22 | +27 | 66 | 準々決勝敗退 | 準決勝敗退   |
| 2012     | ファーストディビジョン | 01位 | 28 | 20 | 2  | 6  | 50 | 20 | +30 | 62 | 2回戦敗退    | 準決勝敗退   |
| 2013     | プレミアディビジョン   | 07位 | 33 | 11 | 9  | 13 | 38 | 46 | -8  | 42 | 3回戦敗退    | 準々決勝敗退 |
| 2014     | プレミアディビジョン   | 06位 | 33 | 12 | 5  | 16 | 40 | 41 | -1  | 41 | 2回戦敗退    | 1回戦敗退    |
| 2015     | プレミアディビジョン   | 11位 | 33 | 7  | 8  | 18 | 46 | 73 | -27 | 29 | 2回戦敗退    | 1回戦敗退    |
| 2016     | ファーストディビジョン | 01位 | 28 | 24 | 3  | 1  | 86 | 26 | +60 | 75 | 3回戦敗退    | 準優勝       |
| 2017     | プレミアディビジョン   | 07位 | 33 | 10 | 10 | 13 | 41 | 51 | -10 | 40 | 準決勝敗退   | 2回戦敗退    |
| 2018     | プレミアディビジョン   | 09位 | 36 | 7  | 6  | 23 | 25 | 75 | -50 | 27 | 準々決勝敗退 | 2回戦敗退    |
| 2019     | ファーストディビジョン | 10位 | 27 | 10 | 6  | 11 | 33 | 41 | -8  | 10 | 2回戦敗退    | 1回戦敗退    |
| 2020     | ファーストディビジョン | 0位  |    |    |    |    |    |    |     |    |              |              |

## 欧州の成績
| シーズン | 大会                       | ラウンド | 対戦相手               | ホーム | アウェー | 合計 |  |
| -------- | -------------------------- | -------- | ---------------------- | ------ | -------- | ---- |  |
| 1960-61  | UEFAチャンピオンズカップ   | 予選     | ヤングボーイズ         | 0-5    | 2-4      | 2-9  |  |
| 1965-66  | UEFAカップウィナーズカップ | 1回戦    | CSKAチェルベノ・ズナメ | 1-2    | 0-2      | 1-4  |  |
| 1971-72  | UEFAカップウィナーズカップ | 1回戦    | トリノ                 | 0-1    | 0-4      | 0-5  |  |
| 1980-81  | UEFAチャンピオンズカップ   | 1回戦    | レアル・マドリード     | 1-2    | 1-5      | 2-7  |  |
| 1981-82  | UEFAカップ                 | 1回戦    | サウサンプトン         | 0-3    | 1-1      | 1-4  |  |
| 1982-83  | UEFAカップウィナーズカップ | 1回戦    | AZ                     | 1-1    | 0-1      | 1-2  |  |

## 歴代監督
- サム・アラダイス 1991-1992 (選手兼任)
- スチュアート・テイラー 2013-2014
- ニール・マクドナルド 2017-2018

## 歴代所属選手
- ジョー・オマホニー 1966-1986（背番号4は永久欠番）[10][11]
- サム・アラダイス 1991-1992
- ジョー・ギャンブル 2011-2013
- ロドリゴ・アントニオ・ロンバルド・トシ 2017